# موخوواتس
موخوواتس (به صربی: Muhovac) یک منطقهٔ مسکونی در صربستان است که در بوجانوواچ واقع شده‌است. موخوواتس ۶٫۵۹ کیلومتر مربع مساحت و ۵۷۰ نفر جمعیت دارد و ۷۳۹ متر بالاتر از سطح دریا واقع شده‌است.